# Peresadiwka
Peresadiwka (ukr. Пересадівка) – wieś na Ukrainie, w obwodzie mikołajowskim, w rejonie mikołajowskim. W 2001 liczyła 3141 mieszkańców, spośród których 2954 wskazało jako ojczysty język ukraiński, 172 rosyjski, 2 mołdawski, 3 bułgarski, 2 białoruski, 7 ormiański, a 1 inny.